# 最強のPOG青本
『最強のPOG青本』（さいきょうのピー・オー・ジーあおぼん）は、株式会社KKベストセラーズが発行していた年刊の競馬ムック。ペーパーオーナーゲーム（POG）に関する話題を専門に扱う。通称は青本。読みは「あおほん」ではなく「あおぼん」である。
2025年現在はメディアボーイに発行元が移り、『天才!のPOG青本』として出版されている。

## 概要
同社の競馬雑誌『競馬最強の法則』の別冊として刊行される。毎年5月下旬あたりに発売され、2009～2010年度版は定価1575円となっている。
いわゆる赤本(光文社『POGの達人』)との違いは、監修の丹下日出夫が前面に出ているところや、比較的初心者向けの企画が多いところである(POG入門ガイドなど)。それゆえ毎年、発売日が他のPOG本より遅いのにもかかわらず、コンスタントに売れている。
最強のPOG青本に付いている「キーワード」を、最強の法則WEBにある青本ページに入力すれば、データベースがダウンロードできる。また『競馬最強の法則』本誌でも青本と連動したPOGのレギュラーコーナーがあり、青本発売後に入ってきた情報のアップデートなども定期的に提供される。
2018年に『競馬最強の法則』の主要スタッフがメディアボーイに移籍し『競馬の天才!』を創刊したことに伴い、青本も発行元を同社に変更し、現在に至っている。

## 主なコーナー
- 馬体写真
- 牧場レポート
- 有力2歳馬BEST30
- 厩舎情報
- 丹下のザンゲ
- POGデータ戦略